# Jonathan Reyes
Jonathan Reyes (Parigi, 3 luglio 1984) è un attore francese.
È il fratello di Virginie Reyes.

## Filmografia
- La recette de l'omelette aux oeufs (1995)
- Omaha Beach (1996)
- Comment je me suis disputé... (ma vie sexuelle) (Comment je me suis disputé... (ma vie sexuelle)) (1996)
- Les années lycée: Petites (1997) Film TV
- Mon copain Rachid (1997) - Mediometraggio
- Commissariato Saint Martin (P.J.), nell'episodio "Racket" (1997)
- Tais-toi et creuse (1998) - Mediometraggio
- I visitatori 2 - Ritorno al passato (Les couloirs du temps: Les visiteurs 2) (1998)
- Le refuge, nell'episodio "Chenil en péril" (1998)
- La vie ne me fait pas peur (1999)
- L'instit, negli episodi "L'enfant chaché" (1998) e "L'enfant caché" (1999)
- Scénarios sur la drogue, nell'episodio "La famille médicament" (2000)
- Banqueroute (2000)
- Julien l'apprenti (2000) Film TV
- Les p'tits gars Ladouceur (2001) Film TV
- Folle de Rachid en transit sur Mars (2001)
- Dérives (2001) Film TV
- Il commissario Moulin (Commissaire Moulin), nell'episodio "Le petit homme" (2001)
- Papillons de nuit (2002)
- Capitaine Lawrence (2003) Film TV
- Il giudice e il commissario (Femmes de loi), nell'episodio "L'uomo del bosco" (2003)
- Les enquêtes d'Éloïse Rome, nell'episodio "Rumeur fatale" (2003)
- Juste un peu de réconfort (Juste un peu de réconfort...) (2004) - Mediometraggio
- Commissario Navarro (Navarro), negli episodi "Double identité" (1998) e "Zéro pointé" (2004)
- Central nuit, nell'episodio "Le bruit des murmures" (2004)
- La passagère (2004) - Mediometraggio
- La crim', nell'episodio "Enquête d'amour" (2005)
- Les vauriens (2006) Film TV
- David Nolande, nell'episodio "L'horloge du destin" (2006)
- Genitori in ostaggio (Demandez la permission aux enfants) (2007)
- L'hôpital, nell'episodio "Sur le fil" (2007)
- Darling (2007)
- Les hauts murs (2008)
- Law & Order Criminal Intent: Parigi (Paris enquêtes criminelles), nell'episodio "Trafics" (2008)